# Kościół Świętego Antoniego we Lwowie

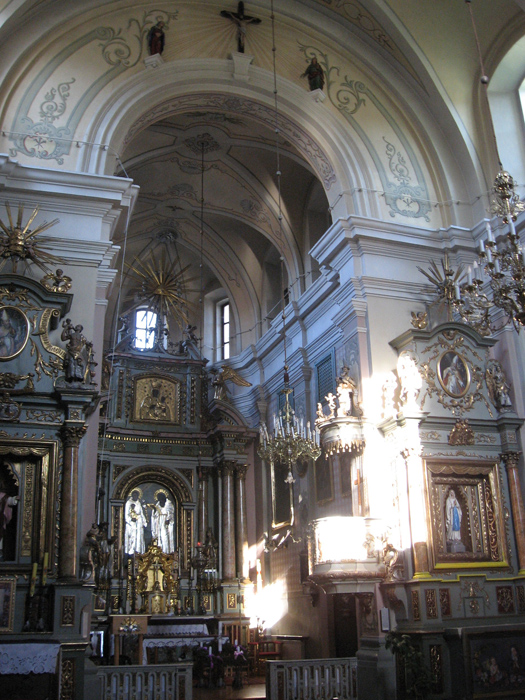
Rokokowe wnętrze kościoła

Kościół Świętego Antoniego (ukr. Костел Святого Антонія) – zabytkowy kościół rzymskokatolicki we Lwowie, położony przy ul. Łyczakowskiej 49a w dzielnicy Łyczaków.

## Historia
W 1617 magistrat miasta Lwowa wyraził zgodę na fundację drugiego, po św. Krzyżu, klasztoru franciszkanów konwentualnych. Warunkiem było wzniesienie budynków wyłącznie z drewna co było podyktowane koniecznością zachowania bezpieczeństwa grodu położonego na szlaku najazdów tatarskich. Król Zygmunt III Waza zatwierdził decyzję magistratu. Budowę rozpoczęto w 1618 a ukończono w 1630. Budynki klasztorne zostały wzniesione na wzgórzu św. Antoniego w Suchej Woli na przedmieściu Łyczakowskim.
Po zniszczeniach w 1648 w wyniku wojen kozackich, toczonych za króla Jana Kazimierza podjęto w 1669 odbudowę kościoła i klasztoru. Obecny kształt świątyni jest zasługą fundacji kasztelana krakowskiego, księcia Janusza Antoniego Wiśniowieckiego, potomka królewskiego rodu Wiśniowieckich. Fundacja miała miejsce w 1718, a przyczynił się do niej dworzanin księcia, Michałowski, który wstąpił do zakonu franciszkanów i został dożywotnim gwardianem. Nowy kościół wzniesiono z kamienia ciosanego. Budowę ukończono w 1739. Kościół został przebudowany w stylu dojrzałego baroku. Rzeźby ołtarzowe były dziełem Tomasza Huettera, a obrazy – W. Łuczyckiego. Figury przy bocznych ołtarzach – Król Dawid i Św. Hieronim – były dziełem lwowskiego rzeźbiarza, Sebastiana Fesingera. Na parapecie schodów frontowych ustawiono rzeźbę przedstawiającą Niepokalane Poczęcie Najświętszej Maryi Panny a na przykościelnym dziedzińcu rzeźbę św. Antoniego Padewskiego – patrona zakonu i świątyni. Obie rzeźby były przypisywane Sebastianowi Fesingerowi.
W 1772, w momencie zajęcia Lwowa przez Austriaków w wyniku pierwszego rozbioru Polski, w konwencie żyło czterech kapłanów i dwóch braci zakonnych. Klasztor uległ kasacie w wyniku reform józefińskich przeprowadzonych przez cesarza Austrii Józefa II.
W 1786 do kościoła św. Antoniego przeniesiono parafię z pobliskiego kościoła św. Piotra i Pawła (dawniej oo. paulinów), który przekazano wyznawcom kościoła greckokatolickiego.
W 1818 przy kościele zbudowano niewielką, klasycystyczną dzwonnicę dla trzech dzwonów według projektu J. Markla.
26 grudnia 1924 roku w świątyni został ochrzczony polski poeta, Zbigniew Herbert.
Po zakończeniu drugiej wojny światowej i przyłączeniu ziemi lwowskiej do Związku Radzieckiego franciszkanie przebywali w klasztorze lwowskim do 25 kwietnia 1946, po czym musieli opuścić go pod naciskiem komunistycznej władzy.
Pomimo tego kościół św. Antoniego pozostał, obok katedry lwowskiej, jedynym rzymskokatolickim kościołem lwowskim nieprzerwanie czynnym po 1945 do dziś.
Jedynym zakonnikiem, który zdecydował się pozostać we Lwowie był o. Rafał Kiernicki, więzień łagrów komunistycznych, duszpasterz i proboszcz katolickiej katedry we Lwowie, podniesiony przez papieża Jana Pawła II 16 stycznia 1991 do godności biskupiej. W 1989 jego staraniem do Lwowa ponownie przyjechali franciszkanie z Polski, z macierzystej Prowincji św. Antoniego i bł. Jakuba Strzemię. Zamieszkali przy swoim dawnym kościele św. Antoniego. O. bp Kiernicki zmarł 23 listopada 1995. Pięć lat później uroczyście odsłonięto jego popiersie w katedrze lwowskiej, w dowód zasług dla przetrwania Kościoła na terenie dawnego Związku Radzieckiego.
We Lwowie franciszkanie są duszpasterzami czterech wspólnot: polskiej, rosyjskiej, ukraińskiej i litewskiej. W tych czterech językach odprawiają msze, katechizują i przygotowują do przyjęcia sakramentów.

## Architektura
Kościół św. Antoniego jest budowlą barokową, trójnawową, w układzie bazylikowym. Fasada kościoła jest skromna, ma wysunięty portal. Podzielona jest podwójnymi pilastrami. Jej szczyt zdobią wazy i polichromia niszy.
Wystrój wnętrz jest rokokowy. Z obu stron do świątyni przylegają kaplice z ołtarzami w stylu barokowym. Na ścianach znajdują się osiemnastowieczne obrazy w rokokowych ramach. Do najcenniejszych należny późnogotycki obraz Bogurodzica z Chrystusem i świętą Anną z 1520. W kościele znajdują się też portrety księcia i księżny Wiśniowieckich.